# Едісонада
Едісонада — сучасний термін, уведений 1993 року Джоном Клютом у його спільній з Пітером Ніколзом Енциклопедії наукової фантастики, для визначення жанру літературних творів, що оповідають про видатного молодого винахідника і його винаходи. Жанр з'явився у вікторіанську і едвардіанську епоху і досяг піку популярності на рубежі XIX—XX століть. Багато з таких творів зараз би назвали науковою фантастикою, інший схожий жанр — науковий роман. Термін є епонімом, утвореним від імені відомого винахідника Томаса Едісона подібно до того, як термін робінзонада утворено від Робінзон Крузо.

## Історія
Спочатку це бульварні романи, як правило, надруковані на поганому папері і в більшості звернені до молодих людей. Формула едісонади — результат захоплення технікою і технологією, який виник у кінці 1800-х, це похідна формули робінзонади.

Клют визначає це слово у своїй книзі:
Використаний тут термін «едісонада» — походить від імені Томаса Алви Едісона (1847—1931) за тим самим принципом, як «робінзонада» утворена від «Робінзон Крузо» — описує твори, в яких головний герой — молодий американський винахідник, який використовує свою винахідливість, щоб виплутатися з неприємностей і, таким чином, врятувати себе від іноземних гнобителів.
Він визначає його знову в статті про The Plutonian Terror Джека Вільямсона, написаний 1933 року:
Це едісонада, рід наукової фантастики, в якій відважний молодий винахідник створює інструмент або зброю (або одне й інше), що дозволяє йому врятувати дівчину, свою націю (Америку) або весь світ від певної загрози, чи то іноземці, злі вчені чи прибульці, а потім отримує дівчину або багатіє.
Часта тема в едісонадах — розвідка маловідомих, незайманих куточків світу, що відбиває сучасну їм епоху масштабної колонізації та досліджень.

## Приклади
- Найранішим прикладом цього жанру вважають твір для підлітків «Парова людина в преріях» Едварда С. Елліса 1868 року. Його головний герой — вигаданий винахідник Джонні Брейнерд[3].
- Серія книг про Френка Ріда, що з'явилася 1876 року, написана Гарольдом Коеном (1854—1927) під псевдонімами Гаррі Ентон і «Noname». Перша книга в серії — «Френк Рід і його парова людина з рівнин». Після чотирьох книг серія продовжилась як пригоди Френка Ріда мол. під авторством «Noname», за яким переховувався надплодовитий письменник літератури для хлопчиків Луїс Сенарес[4].
- Серію книг про «Тома Едісона мол.» Філіп Рід опублікував у протягом 1891—1892 років. Цікаво, що сюжет книги «Електричний мула Тома Едісона, або фуркітливе диво з рівнин» (1892) є пародією на книги про Френка Ріда[5].
- Книги про Джека Райта, написані Луїсом Сенаресом. Цей персонаж уперше з'явився 1891 року і зустрічався в 121 творі[4].
- Сам Томас Едісон був головним героєм книги Гарретта П. Сервісса Завоювання Марса Едісоном (1898), яка продовжує книгу Борці з Марса (у вигляді фентезі про помсту), що є самовільною переробкою «Війни світів» Веллса. Ще один реальний і відомий винахідник, Нікола Тесла з'являється у творі На Марс із Теслою, або таємниця Прихованого світу[6].
- П'ять творів Роберта Т. Тумбса про Електричного Боба, опубліковані 1893 року, вони додали в цей жанр нотку пустощів і дивацтва[7].
- Оригінальна серія книг для юнацтва про Тома Свіфта.
- Томас Едісон з'являється в коміксах про Джону Гекса[ru], Jonah Hex v2 #22 (2007). Головний лиходій історії каже, що на нього вплинула «Парова людина в преріях».